# حريرة قارصة
الحريرة القارصة، هو طبق جزائري تقليدي نشأ في بجاية والجزائر العاصمة، مصنوع من العجين المخمر [الإنجليزية]. يرجع تسمية هذا الطبق بـ«القارصة» إلى حموضته الشديدة الناتجة عن إضافة كمية كبيرة من الليمون أثناء تحضيره، مما يجعل من الضروري تقديم طبق حلو إلى جانبه لتخفيف شدة هذه الحموضة.

## وصف
تُحضر الحريرة القارصة تقليديا خلال شهر رمضان. تُقدم مع التمر أو التين الطازج أو المجفف أو الصامصا.

## الملاحظات
1. ↑  القارص هو أيضًا اسم لليمون في اللهجة الجزائرية